# 邑久郵便局
邑久郵便局（おくゆうびんきょく）は、岡山県瀬戸内市にある郵便局。民営化前の分類では集配普通郵便局であった。

## 概要
住所：〒701-4299 岡山県瀬戸内市邑久町尾張277-8
民営化直前の、集配業務再編において、多くの集配普通郵便局は統括センターとなったが、当局は配達センターとされたため、民営化後も郵便事業株式会社の支店は併設されず、集配センターが併設された。

## 沿革
- 1879年（明治12年）3月16日 - 尾張（おわり）郵便局（五等）として開設[1]。
- 1885年（明治18年）10月1日 - 貯金取扱を開始。
- 1891年（明治24年）2月21日 - 為替取扱を開始。
- 19xx年 - 邑久郵便局に改称。
- 1960年（昭和35年）10月11日 - 香登郵便局から集配業務の一部[2]を移管[3]。
- 1971年（昭和46年）6月25日 - 福岡郵便局から和文電報配達業務を移管。
- 1972年（昭和47年）10月18日 - 電話交換業務を西大寺電報電話局に移管。
- 1980年（昭和55年）7月 - 局舎を新築。
- 1981年（昭和56年）2月28日 - 備前美和郵便局[4]から和文電報配達業務を移管。
- 1983年（昭和58年）9月21日 - 和文電報配達業務を西大寺電報電話局に移管。
- 1985年（昭和60年）7月29日 - 玉津郵便局から集配業務の一部[5]を移管。
- 1985年（昭和60年）9月2日 - 特定郵便局から普通郵便局に局種改定。
- 2000年（平成12年）8月14日 - 外国通貨の両替および旅行小切手の売買に関する業務取扱を開始。
- 2007年（平成19年）3月5日 - ゆうゆう窓口を廃止。
- 2007年（平成19年）10月1日 - 民営化に伴い、併設された郵便事業岡山支店邑久集配センターに一部業務を移管。
- 2012年（平成24年）10月1日 - 日本郵便株式会社発足に伴い、郵便事業岡山支店邑久集配センターを邑久郵便局に統合。
- 2015年（平成27年）3月2日 - 牛窓郵便局、虫明郵便局からそれぞれ「701-43xx」「701-45xx」区域の集配業務を移管。

## 取扱内容
- 郵便、印紙、ゆうパック、内容証明
- 貯金、為替、振替、振込、国際送金、国債、投資信託
- 生命保険、バイク自賠責保険、自動車保険
- ゆうちょ銀行ATM
- 瀬戸内市内全域（〒701-42xx、〒701-43xx、〒701-45xx）の集配業務

## 周辺
- 瀬戸内市役所
- 岡山県立邑久高等学校
- 門田貝塚
- 瀬戸内農業協同組合
- ゆめタウン邑久

## アクセス
- JR赤穂線 邑久駅から徒歩約5分
- 東備バス 邑久駅入口停留所下車
- 岡山ブルーライン 瀬戸内ICから北へ約1.5km
- 駐車場あり：12台